# Medicinal Research Reviews
Medicinal Research Reviews (abrégé en Med. Res. Rev.) est une revue scientifique à comité de lecture qui publie des articles de revue dans le domaine de la chimie médicinale.
D'après le Journal Citation Reports, le facteur d'impact de ce journal était de 8,431 en 2014. Le directeur de publication est Binghe Wang (Georgia State University, États-Unis).